# Central nuclear José Cabrera
La central nuclear José Cabrera (más conocida como Zorita) fue la primera central nuclear construida en España, situada junto al río Tajo en el término municipal de Almonacid de Zorita, en la provincia de Guadalajara. Perteneció a la compañía Unión Eléctrica Madrileña (después Unión Fenosa y después Naturgy). Debe su nombre al ingeniero José Cabrera Felipe, uno de los primeros promotores de la construcción de centrales nucleares en España. Actualmente está desacoplada de la red eléctrica y en proceso de desmantelamiento.

## Ubicación
Su emplazamiento dista 3 km de Zorita de los Canes y de Sayatón, 5 km de Almonacid de Zorita, 60 km de Guadalajara y 90 km de Madrid.

## Proyecto y construcción
El 26 de febrero de 1962 la empresa Unión Eléctrica Madrileña (UEM) presentó al Ministerio de Industria un "proyecto preliminar" para construir una central nuclear de 60 MW (aunque finalmente sería de 160 MW). La autorización llegó un año después condicionada a la presentación de un "proyecto completo". Entre las ofertas solicitadas para construirla UEM eligió la de Westinghouse, que permitía un mayor grado de participación nacional. Cuando el Ministerio de Industria obtuvo autorización para enriquecer uranio natural español en Estados Unidos, se anunció el comienzo de la obra en junio de 1965.

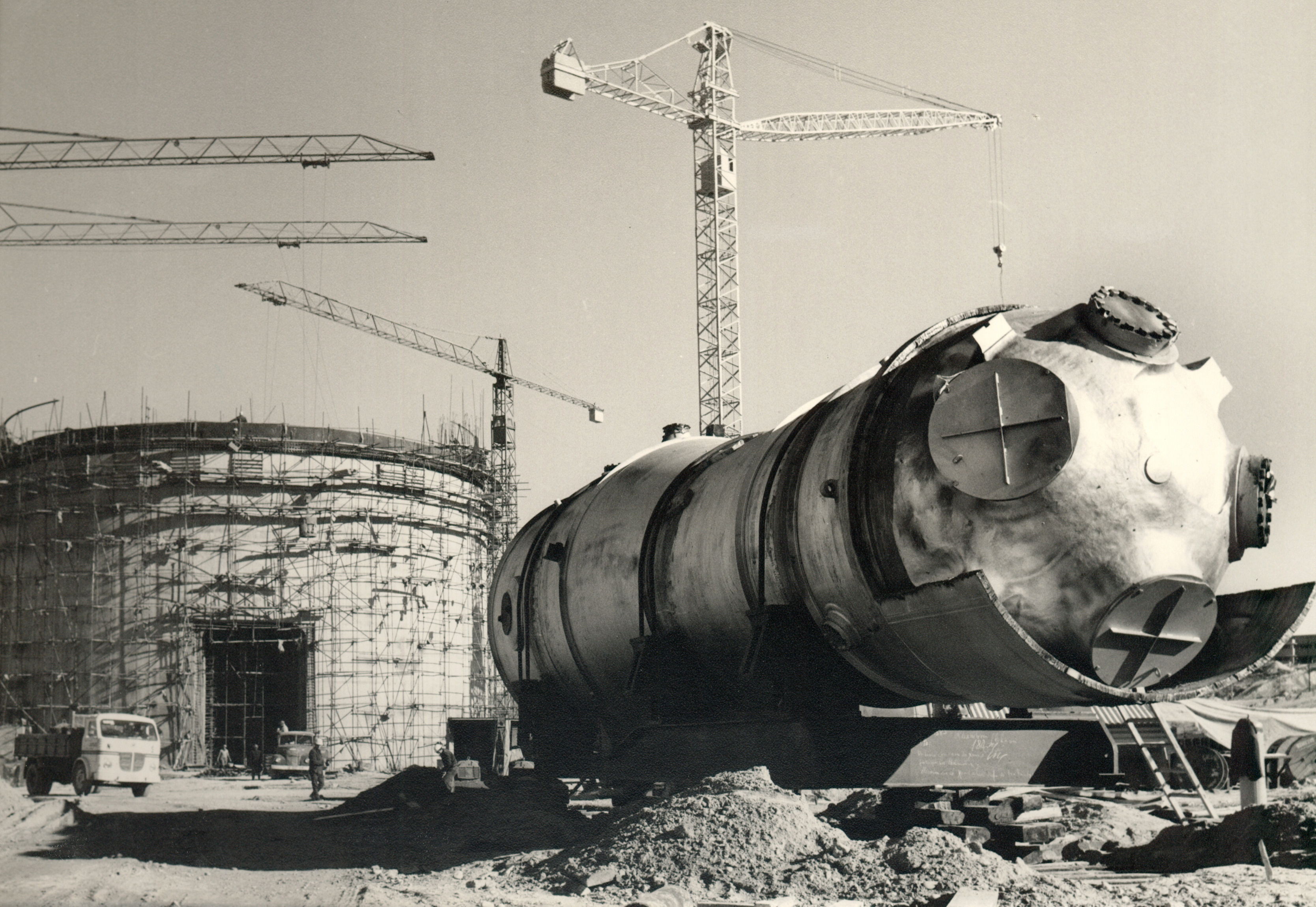
Llegada del generador de vapor a la central nuclear José Cabrera en 1966, que fue la primera central nuclear construida en España

Se comenzó a construir el 6 de julio de 1965 estando presente el ministro Gregorio López Bravo, quien dejó unas palabras para la historia: "Si un proyecto como Zorita es hoy económicamente viable, cabe soñar un poco en un mañana en que dispongamos reactores rápidos con tasas de utilización de la energía de fisión del uranio, unas cien veces superiores a las actuales, y más aún en un pasado mañana en que contemos con una fuente de energía similar a la de las estrellas a través de la fusión controlada de elementos ligeros" y se finalizó en tiempo récord en marzo de 1968. Se cargó el núcleo y se alcanzó la criticidad por primera vez en junio del mismo año. La inauguración oficial fue el 12 de diciembre de 1968 por Francisco Franco siendo la primera central nuclear que inicia la era atómica industrial en España. Tenía una potencia instalada de 160 MW con un reactor de agua a presión (PWR). Su sistema de refrigeración era mixto a través de torres de refrigeración y del embalse de Zorita, en el río Tajo (sistemas de la central).
Cumplido su ciclo de funcionamiento, el Ministerio de Industria, Turismo y Comercio declaró el cese definitivo de la operación mediante resolución del 20 de abril de 2006, y se desacopló de la red eléctrica el 30 de abril de 2006. Comenzaron entonces las labores de desmantelamiento de la central.

## Vida útil

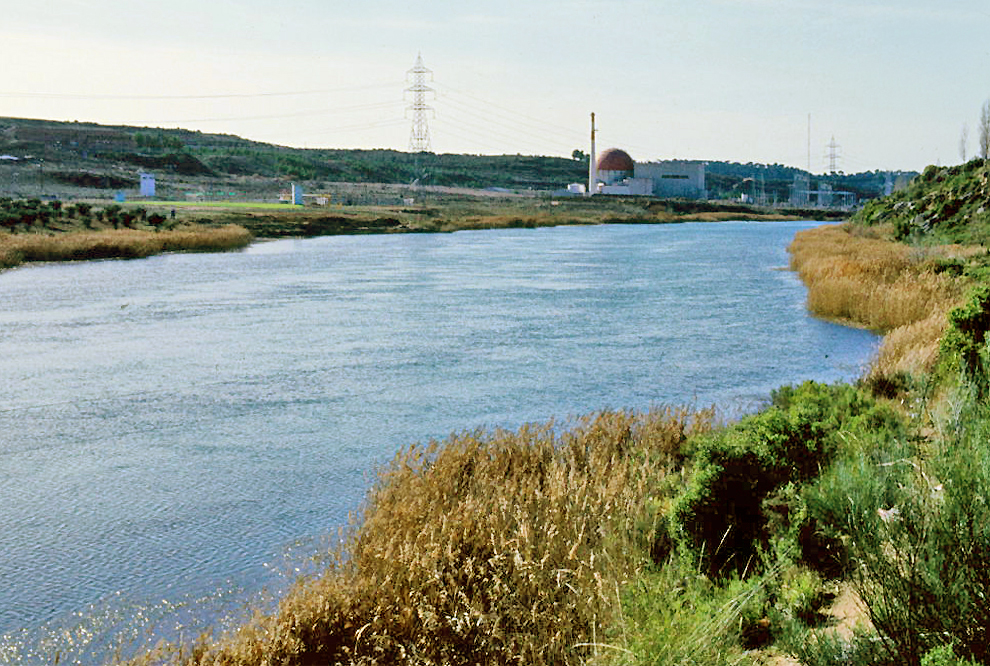
La central nuclear José Cabrera, también conocida como Zorita, en 1978, situada al lado del río Tajo

En un principio fue diseñada con una vida útil de 35 años, pero mejoras introducidas permitieron que su vida se alargara hasta los 38. Funcionó durante este tiempo sin incidentes, con un factor de disponibilidad superior al 90 % de media, y un factor de planta en torno al 85 %. Al final perdió rentabilidad económica frente a diseños más modernos y eficientes, y no se justificó su reforma para alargar su vida útil.

## Desmantelamiento

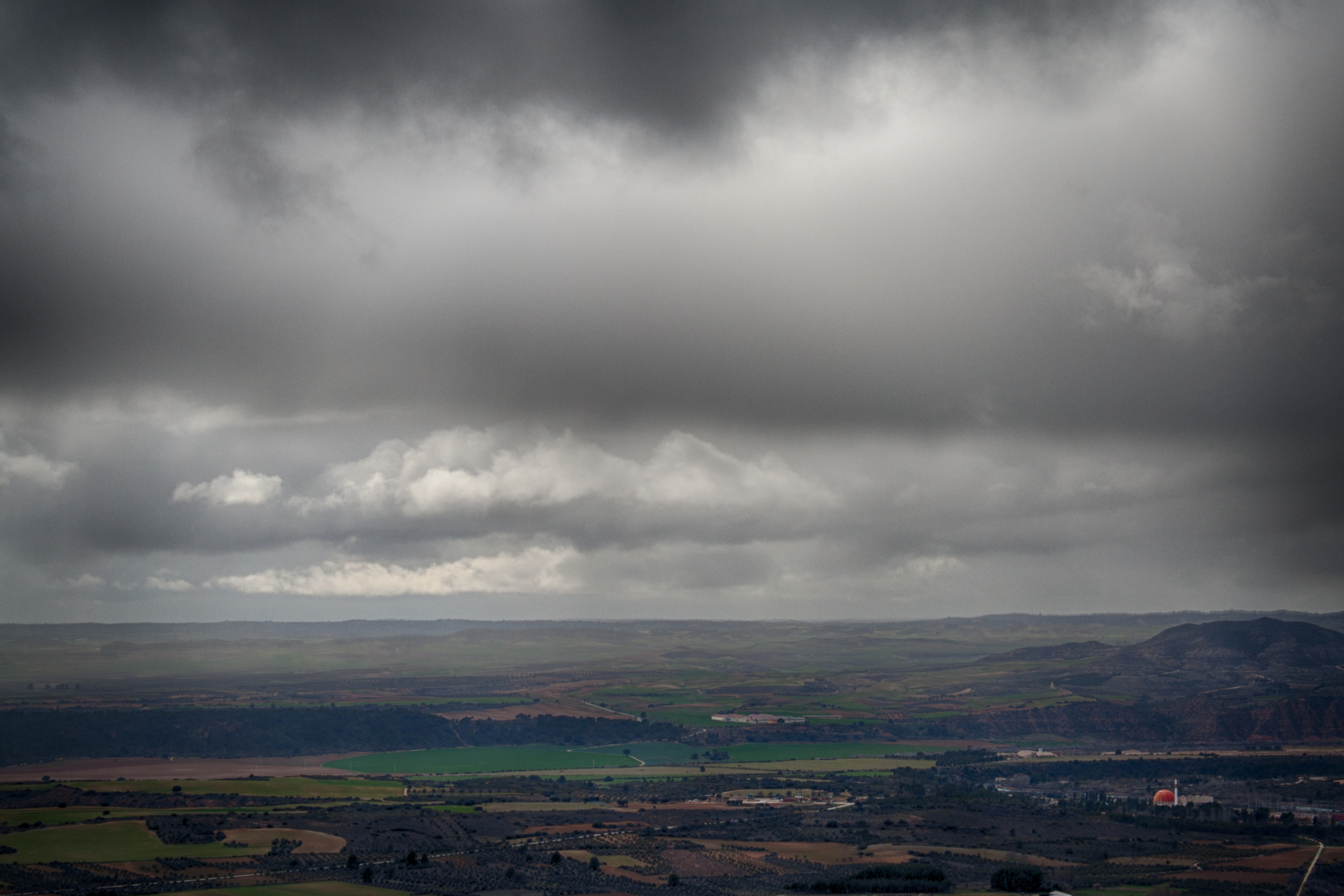
Imagen del entorno de la central nuclear (ya desmantelada) en 2013

Durante el cese definitivo de explotación de la central nuclear se realizaron una serie de trabajos preparatorios para el inicio del desmantelamiento. Entre estos trabajos se encuentra:
- La descontaminación del sistema primario y los sistemas auxiliares, cuyo objetivo es reducir la contaminación existente en el interior de estos sistemas, de manera que se mejoren las dosis operacionales sobre los trabajadores que lleven a cabo su desmantelamiento,
- La caracterización radiológica de la instalación, que permitirá planificar los trabajos de descontaminación y definir las protecciones necesarias del personal de desmantelamiento (máscaras, trajes, etc), para la realización de sus trabajos.[6]

El Reglamento de Instalaciones Nucleares y Radiactivas establece en su artículo 28 que previamente a conceder la autorización de desmantelamiento se debe haber extraído todo el combustible del reactor y de la piscina de elementos combustibles gastados. Para dar cumplimiento con este artículo la central nuclear construyó un almacén temporal individualizado (ATI).
El sistema de almacenamiento que se utiliza en el almacén temporal individualizado es el sistema HI-STORM 100, con capacidad para almacenar 32 elementos combustibles por contenedor.
Las operaciones de transferencia del combustible gastado entre la piscina de almacenamiento de la central y el almacén temporal individualizado se llevaron a cabo entre enero y septiembre del año 2009.